# Copa CECAFA 2005
La Copa CECAFA del 2005 fue la edición número 29 del campeonato regional del África del Este.
Todos los partidos se jugaron en Kigali del 26 de noviembre hasta el 10 de diciembre.

## Información
- Antes de iniciar el torneo,  Kenia fue descalificado porque sus jugadores tuvieron un enfrentamiento con los propietarios del avión en el que iba a viajar.

## Grupo A
| Equipo   | Pts | Pld | W | D | L | GF | GA | GD |
| -------- | --- | --- | - | - | - | -- | -- | -- |
| Zanzíbar | 10  | 4   | 3 | 1 | 0 | 7  | 2  | +5 |
| Ruanda   | 9   | 4   | 3 | 0 | 1 | 8  | 4  | +4 |
| Tanzania | 7   | 4   | 2 | 1 | 1 | 5  | 5  | 0  |
| Burundi  | 1   | 4   | 0 | 1 | 3 | 2  | 6  | -4 |
| Eritrea  | 1   | 4   | 0 | 1 | 3 | 2  | 7  | -5 |

| 26 de noviembre de 2005, 14:00 | Ruanda | 0:1 (0:1) | Zanzíbar         | Estadio Amahoro, Kigali |  |
|                                |        |           | Malik Joseph 12' |                         |  |

| 28 de noviembre de 2005, 14:00 | Zanzíbar                                                | 3:0 (1:0) | Eritrea | Estadio Amahoro, Kigali |  |
|                                | Abdullah Juma 34' · Maulid Ibrahim 67' · Nassor Ali 82' |           |         |                         |  |

| 28 de noviembre de 2005, 16:00 | Tanzania | 2:1' | Burundi | Estadio Amahoro, Kigali |  |

| 30 de noviembre de 2005, 14:00 | Burundi             | 1:2 (0:1) | Zanzíbar                           | Estadio Amahoro, Kigali |  |
|                                | Claude Nahimana 61' |           | Abdullah Juma 17' · Salam Ussi 72' |                         |  |

| 30 de noviembre de 2005, 16:00 | Ruanda                                 | 3:2 (1:1) | Eritrea                  | Estadio Amahoro, Kigali |  |
|                                | Jimmy Gatete 53' · Jean Lomani 37' 81' |           | Suleiman Mahmoud 22' 58' |                         |  |

| 2 de diciembre de 2005, 14:00 | Tanzania | 1:1' | Zanzíbar | Estadio Amahoro, Kigali |  |

| 2 de diciembre de 2005, 16:00 | Eritrea | 0:0 | Burundi | Estadio Amahoro, Kigali |  |

| 4 de diciembre de 2005, 12:00 | Eritrea | 0:1 (0:1) | Tanzania          | Estadio Amahoro, Kigali |  |
|                               |         |           | Nurdin Bakari 37' |                         |  |

| 4 de diciembre de 2005, 14:00 | Burundi | 0:2 (0:1) | Ruanda                                         | Estadio Amahoro, Kigali |  |
|                               |         |           | Olivier Karekezi 27' · Jimmy Gatete 89' (pen.) |                         |  |

| 6 de diciembre de 2005, 14:00 | Ruanda                                        | 3:1 (1:1) | Tanzania          | Estadio Amahoro, Kigali |  |
|                               | Jimmy Gatete 44' (pen.) · Jean Lomani 58' 61' |           | Sammy Kessy 45+2' |                         |  |

## Grupo B
| Equipo  | Pts | Pld | W | D | L | GF | GA | GD  |
| ------- | --- | --- | - | - | - | -- | -- | --- |
| Uganda  | 10  | 4   | 3 | 1 | 0 | 16 | 1  | +15 |
| Etiopía | 10  | 4   | 3 | 1 | 0 | 12 | 2  | +10 |
| Sudán   | 6   | 4   | 2 | 0 | 2 | 9  | 7  | +2  |
| Somalia | 3   | 4   | 1 | 0 | 3 | 4  | 15 | -11 |
| Yibuti  | 0   | 4   | 0 | 0 | 4 | 2  | 18 | -16 |

| 27 de noviembre de 2005, 14:00 | Yibuti                 | 1:2 (0:1) | Somalia                              | Estadio Amahoro, Kigali |  |
|                                | Abdulrahman Okishi 80' |           | Abdul Hakim 28' · Mahmoud Sharki 87' |                         |  |

| 27 de noviembre de 2005, 16:00 | Etiopía | 0:0 | Uganda | Estadio Amahoro, Kigali |  |

| 29 de noviembre de 2005, 14:00 | Somalia               | 1:4 (1:2) | Sudán                                                                | Estadio Amahoro, Kigali |  |
|                                | Abdullahi Mohamed 37' |           | Bader El Doud Abdalla 15' 47' · Faisal Agab 23' · Haitham Tambal 54' |                         |  |

| 30 de noviembre de 2005, 12:00 | Uganda | 6:1 (3:1) | Yibuti                 | Estadio Amahoro, Kigali |  |
|                                | Simon Masaba 12' (pen.) · Stephen Nzereko 27' 29' · Geoffrey Serenkuma 47' · Tony Mawejje 85' · Ronald Maganga 89' |           | Abdulrahman Okishi 39' |                         |  |

| 1 de diciembre de 2005, 14:00 | Etiopía                                       | 3:1 (1:1) | Sudán                     | Estadio Amahoro, Kigali |  |
|                               | Anteneh Alamrew 40' · Sebsibe Shegere 67' 75' |           | Bader El Doud Abdalla 42' |                         |  |

| 1 de diciembre de 2005, 16:00 | Uganda | 7:0 (3:0) | Somalia | Estadio Amahoro, Kigali |  |
|                               | Geoffrey Massa 15' 24' · Stephen Nzereko 18' · Hassan Mubiru 64' 74' · Vincent Kayizzi 79' · Molly Ryekwassa 89' |           |         |                         |  |

| 3 de diciembre de 2005, 13:00 | Yibuti | 0:6 (0:2) | Etiopía | Estadio Amahoro, Kigali |  |
|                               |        |           | Dawit Mebratu 11' · Fikru Tefera 39' 58' · Andualem Nigussie 68' · Adugna Deyus 78' (pen.) · Ashenafi Girma 90+1' |                         |  |

| 3 de diciembre de 2005, 15:00 | Sudán | 0:3 (0:2) | Uganda                                                           | Estadio Amahoro, Kigali |  |
|                               |       |           | Geoffrey Massa 4' · Geoffrey Serenkuma 35' · Hassan Mubiru 90+2' |                         |  |

| 5 de diciembre de 2005, 14:00 | Etiopía                                                    | 3:1 (2:0) | Somalia               | Estadio Amahoro, Kigali |  |
|                               | Fikru Tefera 37' · Dawit Mebratu 44' · Sebsibe Shegere 56' |           | Abdullahi Mohamed 79' |                         |  |

| 5 de diciembre de 2005, 16:00 | Sudán                                                                              | 4:0 (1:0) | Yibuti | Estadio Amahoro, Kigali |  |
|                               | Haitham Tambal 25' · Faisal Agab 75' · Bader El Doud Abdalla 82' · Yusuf Ahmed 87' |           |        |                         |  |

## Semifinales
| 8 de diciembre de 2005, 14:00 | Zanzíbar | 0:4 (0:1) | Etiopía                                       | Estadio Amahoro, Kigali |  |
|                               |          |           | Ashenafi Girma 14' · Fikru Tefera 46' 49' 82' |                         |  |

| 8 de diciembre de 2005, 16:00 | Uganda | 0:1 (0:0) (0:0) | Ruanda                | Estadio Amahoro, Kigali |  |
|                               |        |                 | Olivier Karekezi 100' |                         |  |

## Tercer lugar
| 10 de diciembre de 2005, 13:00 | Zanzíbar | 0:0 (5:4 p.) | Uganda | Estadio Amahoro, Kigali |  |

## Final
| 10 de diciembre de 2005, 15:00 | Ruanda | 0:1 (0:0) | Etiopía               | Estadio Amahoro, Kigali |  |
|                                |        |           | Andualem Nigussie 59' |                         |  |

| Etiopía         |
| Campeón Etiopía |
| Cuarto título   |

## Goleadores
| Jugador               | Selección | Goles |
| --------------------- | --------- | ----- |
| Fikru Tefera          | Etiopía   | 6     |
| Jean Lomani           | Ruanda    | 4     |
| Bader El Doud Abdalla | Sudán     | 4     |
| Geoffrey Massa        | Uganda    | 3     |
| Stephen Nsereko       | Uganda    | 3     |
| Hassan Mubiru         | Uganda    | 3     |
| Sebsibe Shegere       | Etiopía   | 3     |
| Jimmy Gatete          | Ruanda    | 3     |
| Abdulrahman Okishi    | Yibuti    | 2     |
| Abdullahi Mohamed     | Somalia   | 2     |
| Abdullah Juma         | Zanzíbar  | 2     |
| Geoffrey Serenkuma    | Uganda    | 2     |
| Faisal Agab           | Sudán     | 2     |
| Dawit Mebratu         | Etiopía   | 2     |
| Suleiman Mahmoud      | Eritrea   | 2     |
| Andualem Nigussie     | Etiopía   | 2     |
| Haitham Tambal        | Sudán     | 2     |
| Ashenafi Girma        | Etiopía   | 2     |
| Olivier Karekezi      | Ruanda    | 2     |
| Malik Joseph          | Zanzíbar  | 1     |
| Abdul Hakim           | Somalia   | 1     |
| Mahmoud Sharki        | Somalia   | 1     |
| Maulid Ibrahim        | Zanzíbar  | 1     |
| Nassor Ali            | Zanzíbar  | 1     |
| Claude Nahimana       | Burundi   | 1     |
| Simon Masaba          | Uganda    | 1     |
| Tony Mawejje          | Uganda    | 1     |
| Ronald Maganga        | Uganda    | 1     |
| Salam Ussi            | Zanzíbar  | 1     |
| Adugna Deyus          | Etiopía   | 1     |
| Anteneh Alamrew       | Etiopía   | 1     |
| Nurdin Bakari         | Tanzania  | 1     |
| Sammy Kessy           | Tanzania  | 1     |
| Vincent Kayizzi       | Uganda    | 1     |
| Molly Ryekwassa       | Uganda    | 1     |
| Yusuf Ahmed           | Sudán     | 1     |